# Macrocephalus uhleri
Macrocephalus uhleri är en insektsart som beskrevs av Anton Handlirsch 1898. Macrocephalus uhleri ingår i släktet Macrocephalus och familjen rovskinnbaggar. Inga underarter finns listade i Catalogue of Life.